# Billbergia rubicunda
Billbergia rubicunda är en gräsväxtart som beskrevs av Carl Christian Mez. Billbergia rubicunda ingår i släktet Billbergia och familjen Bromeliaceae. Inga underarter finns listade i Catalogue of Life.